# Єштадт
Єштадт (нім. Jöhstadt) — місто в Німеччині, розташоване в землі Саксонія на кордоні з Чехією. Входить до складу району Рудні Гори.
Площа — 49,69 км2. Населення становить 2569 ос. (станом на 31 грудня 2020).